# Falcón (TV-serie)
Falcón är en brittisk kriminal- och dramaserie vars första säsong hade premiär 15 november 2012. Serien är baserad på romaner av Robert Wilson.

## Handling
Serien handlar om kriminalkommissarie Javier Falcón som löser fall efter fall i sin hemstad Sevilla, Spanien, men det börjar visa sig att hans mörka hemligheter har kommit ikapp honom.

## Rollista i urval
- Marton Csokas - Javier Falcón
- Hayley Atwell - Consuelo Jiménez
- Charlie Creed-Miles - Luis Ramírez
- Santiago Cabrera - Esteban Calderón
- Emilia Fox - Inés Conde De Tejada
- Kerry Fox - Manuela Falcón
- James Floyd - Rafa Falcón
- Natalia Tena - Christina Ferrera